# Selecció femenina de futbol del Canadà
La selecció femenina de futbol del Canadà representa al Canadà a les competicions futbolístiques femenines de seleccions nacionals. Ha guanyat dos bronzes olímpics (2008-2012) i també ha arribat a les semifinals al Mundial (2003), que va organitzar al 2015. A nivel continental ha guanyat dos Copes d'Or (1998-2010) i un ór als Jocs Panamericans (2011).
Actualment ocupa la 4ª posició al Ranking FIFA.

## Històric
| Primer partit                         | Estats Units 2-0 Canadà (07/09/1986) |                           |                                 |
| Majors victòries                      | Canadà 21-0 Puerto Rico (28/08/1998) |                           |                                 |
| Majors derrotes                       | Estats Units 9-1 Canadà (19/05/1995) | Estats Units (02/06/2000) | Noruega 9-1 Canadà (19/06/2001) |
| Millor resultat al Mundial            | 4ª posició (2003)                    |                           |                                 |
| Millor resultat als Jocs Olímpics     | 3ª posició (2 vegades: 2012-2016)    |                           |                                 |
| Millor resultat a la Copa d'Or        | Campió (2 vegades: 1998-2010)        |                           |                                 |
| Millor resultat als Jocs Panamericans | Campió (2011)                        |                           |                                 |
| Millor posició al Ranking FIFA        | 4t (2016)                            |                           |                                 |
| Pitjor posició al Ranking FIFA        | 13r (2005)                           |                           |                                 |
| Jogadora amb més internacionalitats   | Christine Sinclair (250)             |                           |                                 |
| Jogadora amb més gols                 | Christine Sinclair (165)             |                           |                                 |

| JOCS OLÍMPICS     | JOCS OLÍMPICS       | JOCS OLÍMPICS  | JOCS OLÍMPICS    | JOCS OLÍMPICS    | JOCS OLÍMPICS       | JOCS OLÍMPICS     | JOCS OLÍMPICS       | JOCS OLÍMPICS | JOCS OLÍMPICS |
| Edició            | Classificació       | Classificació  | Fase final       | Fase final       | Fase final          | Fase final        | Fase final          |               |               |
| Edició            |                     |                | Setzens de final | Vuitens de final | Quarts de final     | Semifinals        | Final / Bronze      |               |               |
| ----------------- | ------------------- | -------------- | ---------------- | ---------------- | ------------------- | ----------------- | ------------------- | ------------- | ------------- |
| 1996              |                     | Mundial 2015   |                  |                  |                     |                   |                     |               |               |
| 2000              |                     | Mundial 1999   |                  |                  |                     |                   |                     |               |               |
| 2004              | Panamà ¹            | Mèxic          |                  |                  |                     |                   |                     |               |               |
| 2008              | Trinitat i Tobago ¹ | Mèxic          |                  | Argentina ¹      | Estats Units        |                   |                     |               |               |
| 2012              | Haiti ¹             | Mèxic          |                  | Sud-àfrica ¹     | Gran Bretanya       | Estats Units      | França              |               |               |
| 2016              | Guyana ¹            | Costa Rica     |                  | Zimbabwe ¹       | França              | Alemanya          | Brasil              |               |               |
| MUNDIAL           |                     |                |                  |                  |                     |                   |                     |               |               |
| Edició            | Classificació       | Classificació  | Fase final       | Fase final       | Fase final          | Fase final        | Fase final          |               |               |
| Edició            |                     |                | Setzens de final | Vuitens de final | Quarts de final     | Semifinals        | Final / Bronze      |               |               |
| 1991              |                     | Copa d'Or 1991 |                  |                  |                     |                   |                     |               |               |
| 1995              |                     | Copa d'Or 1994 |                  | Anglaterra ¹     |                     |                   |                     |               |               |
| 1999              |                     | Copa d'Or 1998 |                  | Rússia ¹         |                     |                   |                     |               |               |
| 2003              |                     | Copa d'Or 2002 |                  | Japó ¹           | Xina                | Suècia            | Estats Units        |               |               |
| 2007              |                     | Copa d'Or 2006 |                  | Austràlia ¹      |                     |                   |                     |               |               |
| 2011              |                     | Copa d'Or 2010 |                  | França ¹         |                     |                   |                     |               |               |
| 2015              |                     | Anfitrió       | Nova Zelanda ¹   | Suïssa           | Anglaterra          |                   |                     |               |               |
| JOCS PANAMERICANS |                     |                |                  |                  |                     |                   |                     |               |               |
| Edició            | Classificació       | Classificació  | Fase final       | Fase final       | Fase final          | Fase final        | Fase final          |               |               |
| Edició            |                     |                | Setzens de final | Vuitens de final | Quarts de final     | Semifinals        | Final / Bronze      |               |               |
| 1999              |                     |                |                  |                  | Trinitat i Tobago ¹ | Mèxic             | Costa Rica          |               |               |
| 2003              |                     |                |                  |                  | Haiti ¹             | Mèxic             | Brasil              |               |               |
| 2007              |                     |                |                  |                  | Jamaica ¹           | Estats Units      | Mèxic               |               |               |
| 2011              |                     |                |                  |                  | Costa Rica ¹        | Colòmbia          | Brasil              |               |               |
| 2015              |                     |                |                  |                  | Costa Rica          | Colòmbia          | Mèxic               |               |               |
| Copa d'Or         |                     |                |                  |                  |                     |                   |                     |               |               |
| Edició            | Classificació       | Classificació  | Fase final       | Fase final       | Fase final          | Fase final        | Fase final          |               |               |
| Edició            |                     |                | Setzens de final | Vuitens de final | Quarts de final     | Semifinals        | Final / Bronze      |               |               |
| 1991              |                     |                |                  |                  | Costa Rica ¹        | Trinitat i Tobago | Estats Units        |               |               |
| 1993              |                     |                |                  |                  |                     |                   | Trinitat i Tobago ¹ |               |               |
| 1994              |                     |                |                  |                  |                     |                   | Estats Units ¹      |               |               |
| 1998              |                     |                |                  |                  | Martinica ¹         | Costa Rica        | Mèxic               |               |               |
| 2000              |                     |                |                  |                  | Mèxic ¹             | Estats Units      | Xina                |               |               |
| 2002              |                     |                |                  |                  | Haiti ¹             | Mèxic             | Estats Units        |               |               |
| 2006              |                     |                |                  |                  |                     | Jamaica           | Estats Units        |               |               |
| 2010              |                     |                |                  |                  | Trinitat i Tobago ¹ | Costa Rica        | Mèxic               |               |               |
| 2014              |                     |                |                  |                  |                     |                   |                     |               |               |

- ¹ Fase de grups. Selecció eliminada mitjor possicionada en cas de classificació, o selecció classifica pitjor possicionada en cas d'eliminació.